# Đảo Zukriegel
Đảo Zukriegel là một hòn đảo dài 1,9 km (1 nmi), nằm giữa đảo Rabot và nhóm đảo Hennessy, thuộc quần đảo Biscoe. Đảo Zukriegel lần đầu tiên được thể hiện chính xác trên hải đồ của chính phủ Argentina năm 1957. Hòn đảo được Ủy ban Tên địa danh Châu Nam Cực Vương quốc Anh (UK-APC) đặt tên theo tên của Josef Zukriegel, nhà địa lý Tiệp Khắc chuyên nghiên cứu về băng biển năm 1959.